# II Sínodo de Santiago de Chile
El II Sínodo Diocesano de Santiago de Chile fue una reunión convocada por el obispo de Santiago Fray Juan Pérez de Espinoza en 1612, y tuvo como objetivo el estudio de la situación religiosa y moral de la diócesis adoptando diversos acuerdos relacionados con ésta.
Este sínodo, constituye una de las seis reuniones de dichas características celebradas en Santiago durante la dominación española, y cuyo texto es prácticamente desconocido debido a que probablemente nunca se publicó, a pesar de que en el prefación y principio de la sínodo del V Sínodo se renueva su vigencia (en conjunto con el I, III y IV Sínodos).